# Gurban Berdiýew

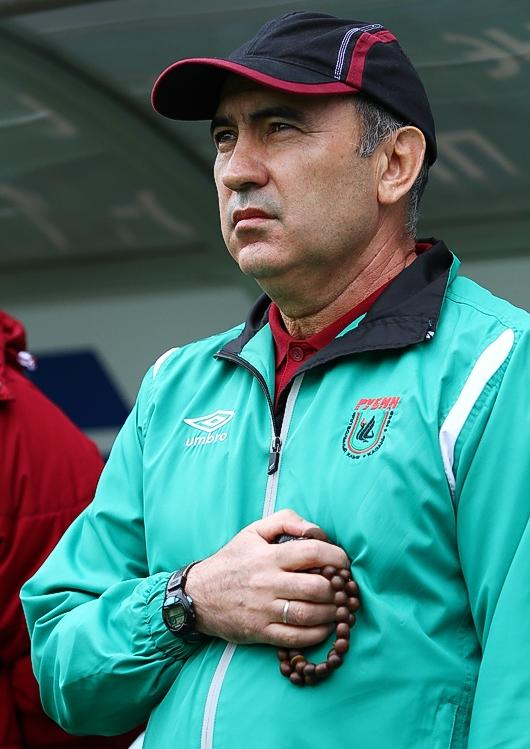
Gurban Berdiýew nel 2011

Gurban Berdiýew (in russo Курбан Бекиевич Бердыев?, Kurban Bekievič Berdyev; Aşgabat, 25 agosto 1952) è un allenatore di calcio, dirigente sportivo ed ex calciatore sovietico, dal 1991 turkmeno, tecnico del Turan Tovuz.

## Carriera
Dopo una carriera da calciatore nel ruolo di difensore e centrocampista trascorsa fra prima e seconda divisione del campionato sovietico di calcio, intraprende l'attività di allenatore con formazioni kazake, per poi trasferirsi in Turchia nel 1993 per guidare il Gençlerbirliği. Rientra quindi in Kazakistan prima di tornare in Turkmenistan, dove guida per un biennio la nazionale. Nel 2000 si trasferisce in Russia, prima al Kristall Smolensk e quindi, l'anno successivo, al Rubin, che porta in 8 anni dalla seconda serie alla conquista di due titoli consecutivi di Prem'er-Liga nel 2008 e nel 2009. Berdiyev è stato protagonista nella fase a gironi della UEFA Champions League 2009-2010: nel novembre 2009 coglie un clamoroso risultato contro il Barcellona al Camp Nou, dove i russi si impongono con il risultato di 2-1. Il 20 dicembre 2013, a seguito di un colloquio con i vertici del club, prende la decisione di lasciare la guida tecnica della squadra, dopo 12 anni.
Nel dicembre 2014 è nominato allenatore del Rostov. Alla guida del Rostov raggiunge la salvezza dopo gli spareggi promozione/retrocessione al termine della stagione 2014-2015, per poi portare il Rostov in UEFA Champions League grazie al secondo posto conquistato al termine della stagione 2015-2016, dopo aver lottato per il titolo con il CSKA Mosca. Il 6 agosto 2016 rassegna le dimissioni da allenatore del Rostov. Un mese dopo, il 9 settembre, torna al Rostov in veste prima di assistente e poi di vice-presidente. Questa nuova avventura al Rostov si conclude il 1º giugno 2017, al termine della stagione 2016-2017, con nuove dimissioni.
Il 9 giugno 2017 firma come allenatore del Rubin Kazan', tornando ad allenare la squadra tatara dopo quattro anni e mezzo.

## Record
È stato l'unico allenatore a battere il Barcellona al Camp Nou nella Champions League 2009-2010, il primo allenatore turkmeno a vincere contro una squadra spagnola e il primo turkmeno in assoluto a vincere contro il Barcellona.

## Palmarès

### Allenatore

#### Club

##### Competizioni nazionali
- Campionato russo: 2

Rubin Kazan': 2008, 2009
- Supercoppa di Russia: 2

Rubin Kazan': 2010, 2012
- Coppa di Russia: 1

Rubin Kazan': 2011-2012
- Coppa del Kazakistan: 1

Qaýrat: 2021

##### Competizioni internazionali
- Coppa dei Campioni della CSI: 1

Rubin Kazan': 2010